# BM-Jolle
Die BM-Jolle ist ein Segelboot, das

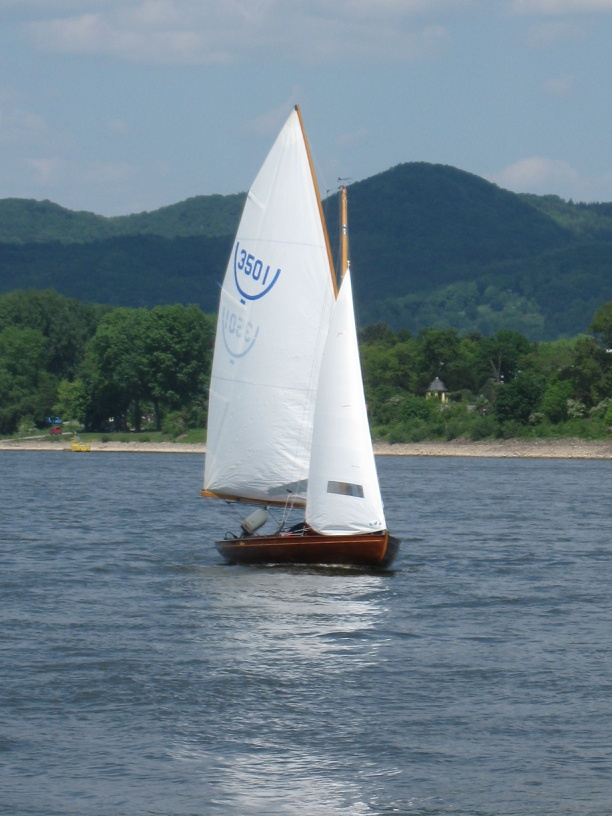
Eine BM-Jolle auf dem Rhein

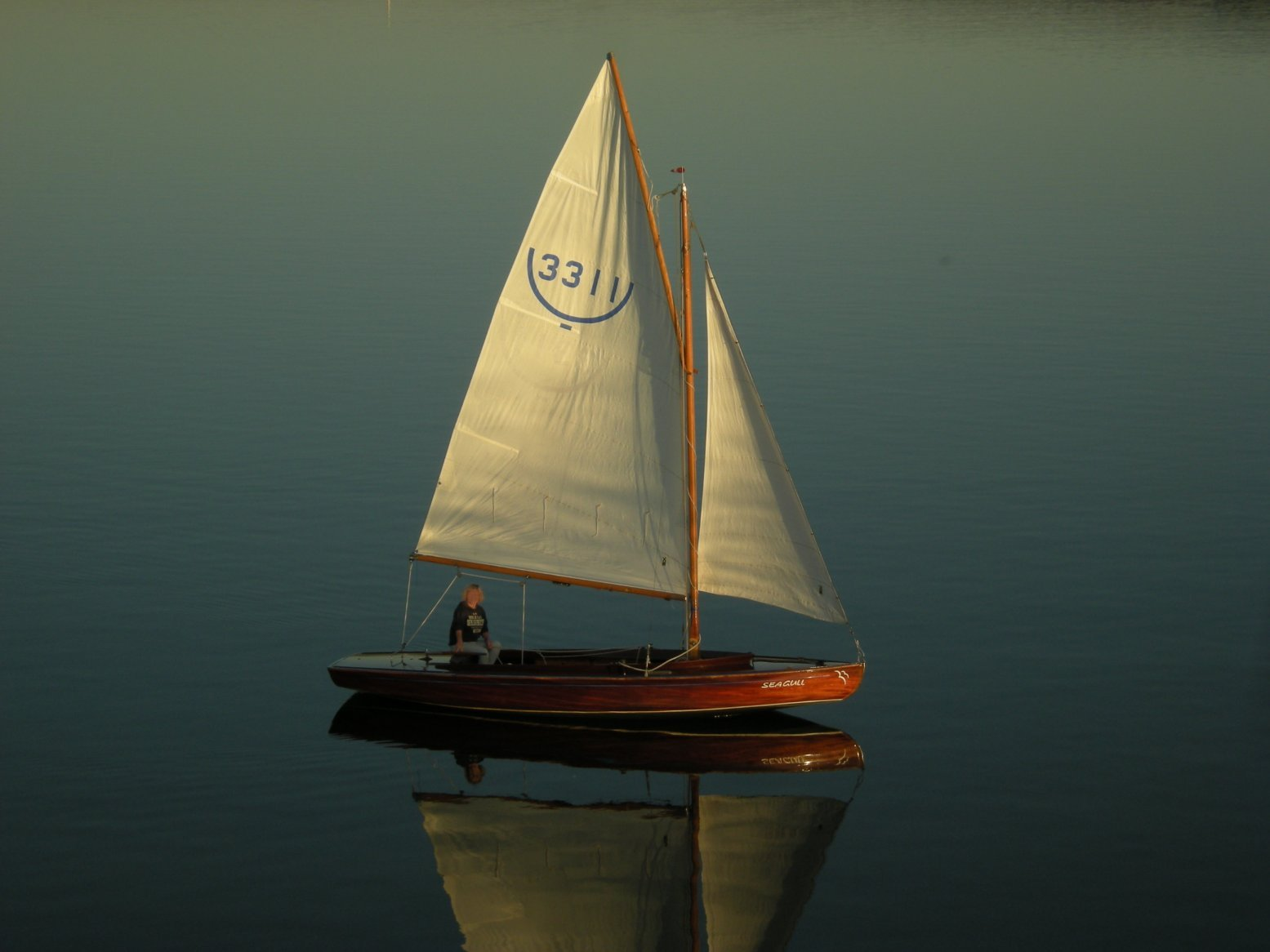
BM-Jolle auf dem Möhnesee

1926 von Hendrik Bulthuis (1892–1948) im friesischen Bergum am Bergumer Meer (daher BM im deutschen Namen dieses Bootstyps) konstruiert wurde.
Obwohl der Begriff Jolle heutzutage normalerweise ein Schwertboot bezeichnet, ist die BM-Jolle ein offenes, gaffelgetakeltes Kielboot. Seit 1931 ist die (6m-Version der) BM-Jolle eine niederländische Einheitsklasse. Dort wird das Boot „zestienkwadraat“ (16 m²) genannt.
Ursprünglich wurde die BM-Jolle als Boot zum einfachen Selbstbau in Leistenbauweise entworfen, wurde jedoch überwiegend von niederländischen Bootswerften gebaut. Die Leisten werden dabei sowohl auf die Spanten als auch untereinander quer vernagelt. Hierzu wurden häufig Eisennägel verwendet, nach deren Korrosion in manchen Fällen die Stabilität des Rumpfes nicht mehr gegeben ist.

## Verbreitung
Insgesamt wurden 4454 BM-Jollen vermessen, daneben wurde eine unbekannte Anzahl unvermessen (als Touren- oder Charterboot) gebaut. Besonders die Nachbauten mit Polyesterrumpf sind nicht vermessungsfähig.
In Deutschland dürfte die Zahl der BM-Jollen in die hunderte gehen.

## Regatta
Es gibt in Deutschland nur wenig überregionale BM-Jollen-Regatten. Ausnahmen sind die Rheinwoche, wo in der Regel eine eigene Klassenwertung zustande kommt (2006 nahmen 13 BM-Jollen teil), und die 2010 neugegründete BM Classic Open-Regatta des Segel-Clubs Münster. Daneben nehmen einzelne BM-Jollen an Regatten des Freundeskreises klassischer Yachten und anderen regionalen Veranstaltungen teil. So gibt es seit 2013 auch bei der Maibowle, die beim Krefelder Segel-Klub 1981 e. V. ausgetragen wird, wieder eine eigene BM-Wertung.